# Połomia (gmina)

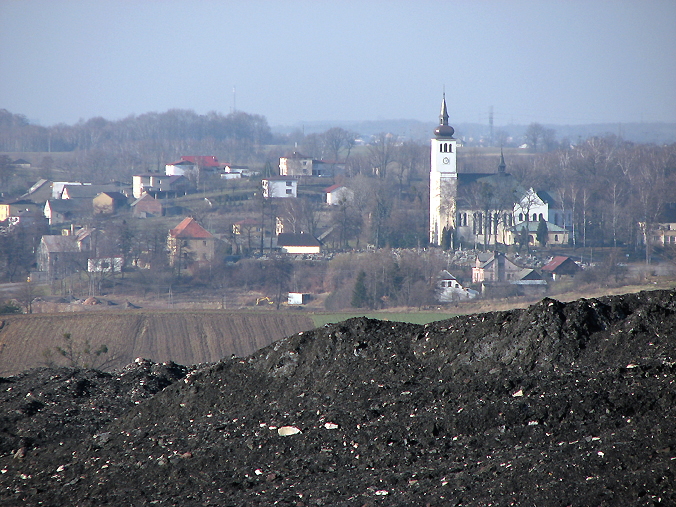
Połomia

Połomia (od 1973 Mszana) – dawna gmina wiejska istniejąca w latach 1945–1954 w woj. śląskim, katowickim i stalinogrodzkim (dzisiejsze woj. śląskie). Siedzibą władz gminy była Połomia.
Gmina zbiorowa Połomia powstała w grudniu 1945 w powiecie rybnickim w woj. śląskim (śląsko-dąbrowskim). Według stanu z 1 stycznia 1946 gmina składała się z 3 gromad: Połomia, Gogołowa i Mszana. 6 lipca 1950 zmieniono nazwę woj. śląskiego na katowickie, a 9 marca 1953 kolejno na woj. stalinogrodzkie.
Według stanu z 1 lipca 1952 gmina składała się z 3 gromad: Gogołowa, Mszana i Połomia. Gmina została zniesiona 29 września 1954 wraz z reformą wprowadzającą gromady w miejsce gmin. Jednostki nie przywrócono 1 stycznia 1973 wraz z kolejną reformą reaktywującą gminy, utworzono natomiast jej terytorialny odpowiednik, gminę Mszana w powiecie wodzisławskim (utworzonym w 1954).